# Rourea rugosa
Rourea rugosa är en tvåhjärtbladig växtart som beskrevs av Jules Émile Planchon. Rourea rugosa ingår i släktet Rourea och familjen Connaraceae. Inga underarter finns listade i Catalogue of Life.